# Historia prehispánica de Paraguay
La historia prehispánica del Paraguay o prehistoria del Paraguay es el periodo que va desde el inicio del poblamiento humano del territorio hasta la llegada de los conquistadores ibéricos en el siglo XVI. El estudio de este período se basa en fuentes arqueológicas y los estudios derivados de ellas. Apenas existe información anterior a las primeras misiones jesuíticas guaraníes del Paraguay instauradas a partir del siglo XVII.

## Poblamiento
Se estima que en Paraguay ya existían pueblos paleolíticos unos 6000 años a. C., y neolíticos 3000 años antes de Cristo. Hace más de 6000 años, los kaingang fueron los antecesores prehistóricos mediatos de los guaraníes. Los primeros seres humanos en llegar al actual territorio del país, comunidades de cultura paleolítica, se asentaron en Chaco paraguayo; eran cazadores-recolectores y nómadas. Los pobladores posteriores son distintos, de cultura neolítica; practican una agricultura incipiente y practican la cerámica; siendo semisedentareos; ocuparon la Región Oriental.
El Paraguay prehistórico había tres grupos raciales: el pámpido, que se ubicó en el Chaco, el láguido que se ubicó en espacios intermedios de la Región Oriental, y el amazónico, neolítico que se asentó a orillas del río Paraguay y también en la cuenca del río Paraná. Estos tres grupos racionales se corresponderían vagamente con los pueblos mascoyanos, los pueblos mataco-guaicurú y los pueblos tupí-guaraní, respectivamente.
El cerro Guazú es el principal patrimonio de los Paí tavyterá, un lugar donde, según las creencias indígenas, surgió el Dios Creador y el Gran Abuelo, Ñande Rú a partir del cual se creó el mundo y la humanidad.  La presencia humana más antigua se encuentra en este cerro, donde fueron localizados restos de hace más de 5200 años. En ese entonces se fabricaron y usaron puntas de flecha y objetos en cuarcita existente en el sitio. También se han documentado cerca de 1400 motivos grabados en 60 m de la pared del abrigo, como muestra de arte rupestre.

## Desarrollo prehispánico

### Tupí-Guaraníes
Durante el período previo a la llegada de los ibéricos en el siglo XVI, los grupos tupí-guaraníes estaban distribuidos en una vasta superficie geográfica. Los tupí ocupaban la parte media e inferior de la cuenca del Amazonas y de los principales afluentes de la costa atlántica. En Paraguay está documentada la presencia de diversos pueblos tupí-guaraní entre ellos los guaraníes (propiamente dichos) además de los paí tavyterá, los chirguanos y los tapieté. Estos grupos constituirían el grueso de los pueblos amazónidos del Paraguay prehispánico.
Los guaraníes ocupaban el área del litoral comprendida entre Cananea y río Grande do Sul, desde donde se extendían hasta los ríos Paraná, Uruguay y Paraguay. Su territorio llegaba al norte hasta el río Tieté y al oeste hasta el río Paraguay. Más allá, separados de este bloque, vivía el grupo Avá Guaraní, instalado en la frontera con el imperio incaico. A pesar de su dispersión, estos grupos compartían una base sociocultural. Dentro de Paraguay los guaraníes ocupaban básicamente la parte oriental del territorio.
Los guaraníes guiaban sus actos ―y aún se guían― por La Tierra Sin Mal que se encontraba en la base de su cultura guerrera y canibalismo ritual. Estos grupos estaban organizados en familias extensas que habitaban malocas, donde constituían la unidad de parentesco básica caracterizada por un alto grado de autonomía política y económica. En un nivel superior de organización se encontraban las aldeas que podían albergar hasta mil personas. Cada aldea tenía un líder, pero el conjunto de aldeas que integraba un tekóa reconocía por encima de sus jefes al mburuvichá, quien conducía las relaciones exteriores del grupo, y las partidas guerreras.
Eran diestros navegantes de canoas, conocedores cazadores de la selva, recolectores, pescadores y practicaban la agricultura. Entre los cultivos más importantes se encontraban la mandioca (mandió), la batata (jetý), la calabaza (andaí), el zapallo (kurapepé), el maíz (avatí), el poroto (kumandá), el algodón (mandiyú) y la yerba mate (kaá), que usaban para preparar el mate, bebida que aún hoy se sigue tomando.
La sucesión de padre a hijo no era una regla consensuada, si bien había tendencia a institucionalizar una jefatura hereditaria, manteniendo el liderazgo dentro de un mismo linaje.

### Mascoyanos
Estos pueblos habitan en la actualidad la región del Chaco y posiblemente en tiempos anteriores a la llegada de los pueblos avá ocupaban un territorio más amplio del que ocupan actualmente. Comprenden un conjunto de grupos étnicos diferentes que hablan lenguas emparentadas de la familia mascoyana.

### Otros pueblos
En el sur del país había asentamientos de pueblos que hablaban lenguas de la familia lingüística mataco-guaicurú. Si bien el origen de estos pueblos parece estar al sur del río Pilcomayo, varios de estos pueblos migraron tempranamente al norte alcanzando incluso el sur de Brasil. En el norte de Paraguay además se asentaron algunos pueblos arawak (terêna-guané y chané) que presumiblemente provenían de la región circunamazónica y emigraban hacia el sureste.

### Guerras internas
La guerra fue común para los guaraníes que poblaban el territorio actual del Paraguay. No solamente se enfrentaban a otros grupos étnicos, sino también entre distintas parcialidades guaraníes. Su organización política basada en la existencia de numerosas agrupaciones en competencia entre sí, dieron como resultado las guerras periódicas en medio de alianzas cambiantes.
La influencia de los líderes se basaba en ser un destacado guerrero y buen orador. Su poder tenía límites precisos, pues su autoridad consistía en el reconocimiento social de un prestigio que le daba derecho a privilegios como el cultivo de su parcela por los miembros del grupo y la poligamia, ya que podía tener varias mujeres de distintas zonas y así formar parentescos para asegurar las relaciones pacíficas. A su vez, estos privilegios le hacían ser más productivo que cualquier otro miembro de la aldea.
Es probable que los conflictos no se derivaran sólo de disputas territoriales o de recursos, sino del carácter esencial que para ellos tenía la guerra. La mayor fuente de prestigio y, por lo tanto, influencia para cualquier guaraní era la condición de "bravo guerrero", estatus que se adquiría principalmente capturando enemigos en combate, para luego ejecutarlos y consumirlos. La guerra aparece así como una manera de incorporar nuevos individuos sea por vía de la esclavitud o del sacrificio antropofágico.
Además, el pueblo guaraní ingresó violentamente en la cuenca del Río de la Plata, generando una situación de guerra permanente con las poblaciones aborígenes no guaraníes que habitaban la región.